# Salomo II av Imeretien
Salomo II av Imeretien, död 1815, var en georgisk monark. Han var kung i kungariket Imeretien mellan 1789-1790 och 1792-1810.